# الفرقلس
الفرقلس یک منطقهٔ مسکونی در سوریه است که در شهرستان حمص واقع شده‌است.

## خصوصیات
الفرقلس ۵٬۰۹۶ نفر جمعیت دارد.